# Остин, Джин
Джин Остин (настоящие имя и фамилия — Лемуль Юджин Лукас; англ. Gene Austin; 24 июня 1900, Гейнсвилл (Техас), США — 24 января 1972, Палм-Спрингс (Калифорния)) — американский певец, тенор, композитор, автор и исполнитель песен, актёр.

## Биография
Остину было всего 15 лет, когда он вступил в армию США и участвовал в экспедиции по захвату лидера крестьянских повстанцев Мексики Панчо Вилья в 1916 году. Позже служил во Франции во время Первой Мировой войны.
После войны изучал стоматологию и юриспруденцию в Балтиморе, но из-за увлечения пением отказался от избранных профессий.
Создал более 100 песен, так и не научившись правильно нотировать.
Его запись «My Blue Heaven» была продана тиражом более пяти миллионов экземпляров и стала одной из самых продаваемых пластинок всех времён. Его композиции 1920-х годов «When My Sugar Walks Down the Street» и «The Lonesome Road» стали стандартами поп-музыки и джаза.
Кроме многочисленных выступлений на сцене и радио, Д. Остин несколько раз появлялся в кинофильмах.
Снялся в 12 фильмах, в том числе, «Сэди МакКи» (1934), «Болтовня в подарок» (1934), «Первая красавица XIX века» (1934), «Энни с Клондайка» (1936), «Моя цыпочка» (1940), «Следуй за лидером» (1944), «Душ из звёзд» (сериал, 1954).
Был женат пять раз. Перестал писать песни только в последние десять месяцев своей жизни после того, как у него развился рак лёгких.
Похоронен на кладбище Форест-Лаун в Лос-Анжелесе.

## Избранные композиции
- «When My Sugar Walks Down the Street» (Victor, 1925);
- «Yearning» (Victor, 1925);
- «Yes Sir! That’s My Baby» (Victor, 1925);
- «Five Foot Two, Eyes of Blue»/«Sleepy Time Gal» (Victor, 1926);
- «Bye Bye, Blackbird» (Victor, 1926);
- «Tonight You Belong to Me» (Victor, 1927);
- «Forgive Me»/«Someday, Sweetheart» (Victor, 1927);
- «Ain’t She Sweet?» (Victor, 1927);
- «My Blue Heaven» (Victor, 1927);
- "The Lonesome Road (Victor, 1928);
- «Ramona»/«Girl of My Dreams» (Victor, 1928);
- «Jeannine (I Dream of Lilac Time)» (Victor, 1928);
- «Carolina Moon»/«I Can’t Give You Anything But Love» (Victor, 1929);
- «Ain’t Misbehavin'» (Victor, 1929);
- «Please Don’t Talk About Me When I’m Gone»/«When Your Lover Has Gone» (Victor, 1931).

## Награды
- В 1978 году запись Остина 1928 года «My Blue Heaven» была внесена в Зал славы Грэмми.
- В 2005 году его запись 1926 года «Bye Bye Blackbird» также была внесена в Зал славы Грэмми.